# گرکوییه
گرکوییه، روستایی از توابع بخش اسماعیلی شهرستان جیرفت در استان کرمان ایران است.

## جمعیت
این روستا در دهستان گنج‌آباد قرار دارد و براساس سرشماری مرکز آمار ایران در سال ۱۳۸۵، جمعیت آن ۲۷۶ نفر (۶۱خانوار) بوده‌است.